# 博伟达
博伟达（荷蘭語：Wouter Barendrecht，1965年11月5日—2009年4月5日），荷兰著名电影制片人，Fortissimo Films创始人及联合主席。

## 生平
博伟达1965年出生在荷兰阿姆斯特丹，1991年和合伙人Michael J. Werner创办Fortissimo Films公司。他长期担任鹿特丹国际电影节制作人以及柏林国际电影节的新闻官。同时也是欧洲电影学院的成员，经常担任国际电影节的评委。
他是最早把亚洲艺术电影及各地新导演的作品介绍到欧美等海外市场的先锋，与中国大陆香港导演均有亲密合作。公司曾制作和发行过王家卫的《重庆森林》、《2046》、《花样年华》，蔡明亮的《你那边几点》，田壮壮《蓝风筝》、《小城之春》以及《白日焰火》等华语片。他一直把总部设在香港，也是2000年振兴香港同志影展的两人之一。
2009年4月5日在泰国曼谷突发心脏病逝世。享年43岁。
2016年8月16日，Fortissimo Films在阿姆斯特丹提交破产申请。